# Jamaïque aux Jeux olympiques
 (août 2024).
La Jamaïque participe aux Jeux olympiques depuis 1948.

## Histoire
En 1896, les premiers Jeux olympiques de l'ère moderne sont inaugurés sur les lieux antiques. 14 nations ont participé à ces Jeux d'Athènes.
Lors des Jeux olympiques d'été de 1960, la Jamaïque est représentée sous la bannière des Indes occidentales.

## Bilan général
Après 2018, la Jamaïque totalise 77 médailles (22 médailles d'or, 35 médailles d'argent et 20 médailles de bronze) en 25 participations aux Jeux olympiques (17 fois aux jeux d'été et 8 fois aux jeux d'hiver). 
La Jamaïque n'a jamais été pays organisateur des Jeux olympiques.
Aucun athlète jamaïcain n'était présent aux Jeux olympiques d'hiver de 2006.

### Par année
Les Jeux olympiques de Pékin (2008) ont permis à la délégation jamaïcaine de glaner 5 titres olympiques. C'est aux Jeux olympiques de Londres (2012) que la moisson fut la meilleure avec 12 médailles (4 en or, 5 en argent et 3 en bronze).
En ce qui concerne les Jeux olympiques d'hiver, seul le bobsleigh et le ski acrobatique donnent l'occasion à la Jamaïque de participer aux épreuves hivernales. En 1988, aux Jeux olympiques de Calgary, pour leur première représentation, le bob à quatre jamaïcain termine après les 25 concurrents à cause d'une chute lors de la dernière manche de l'épreuve, malgré un bon départ et des prestations honorables. Les studios Walt Disney Pictures s'inspirent de l'originalité de la participation d'un pays exotique à cette compétition hivernale pour tourner le film Rasta Rockett.
| Année | Médaille d'or, Jeux olympiques | Médaille d'argent, Jeux olympiques | Médaille de bronze, Jeux olympiques | Total | Rang |
| 1948  | 1                              | 2                                  | 0                                   | 3     | 20e  |
| 1952  | 2                              | 3                                  | 0                                   | 5     | 13e  |
| 1956  | 0                              | 0                                  | 0                                   | 0     |      |
| 1960  | -                              | -                                  | -                                   | -     |      |
| 1964  | 0                              | 0                                  | 0                                   | 0     |      |
| 1968  | 0                              | 1                                  | 0                                   | 1     | 39e  |
| 1972  | 0                              | 0                                  | 1                                   | 1     | 43e  |
| 1976  | 1                              | 1                                  | 0                                   | 2     | 21e  |
| 1980  | 0                              | 0                                  | 3                                   | 3     | 34e  |
| 1984  | 0                              | 1                                  | 2                                   | 3     | 28e  |
| 1988  | 0                              | 2                                  | 0                                   | 2     | 34e  |
| 1992  | 0                              | 3                                  | 1                                   | 4     | 38e  |
| 1996  | 1                              | 3                                  | 2                                   | 6     | 39e  |
| 2000  | 0                              | 6                                  | 3                                   | 9     | 54e  |
| 2004  | 2                              | 1                                  | 2                                   | 5     | 35e  |
| 2008  | 5                              | 4                                  | 1                                   | 10    | 15e  |
| 2012  | 4                              | 5                                  | 3                                   | 12    | 18e  |
| 2016  | 6                              | 3                                  | 2                                   | 11    | 16e  |
| Total | 22                             | 35                                 | 20                                  | 77    | 38e  |

| Année | Médaille d'or, Jeux olympiques | Médaille d'argent, Jeux olympiques | Médaille de bronze, Jeux olympiques | Total | Rang |
| 1988  | 0                              | 0                                  | 0                                   | 0     |      |
| 1992  | 0                              | 0                                  | 0                                   | 0     |      |
| 1994  | 0                              | 0                                  | 0                                   | 0     |      |
| 1998  | 0                              | 0                                  | 0                                   | 0     |      |
| 2002  | 0                              | 0                                  | 0                                   | 0     |      |
| 2006  | -                              | -                                  | -                                   | -     |      |
| 2010  | 0                              | 0                                  | 0                                   | 0     |      |
| 2014  | 0                              | 0                                  | 0                                   | 0     |      |
| 2018  | 0                              | 0                                  | 0                                   | 0     |      |
| Total | 0                              | 0                                  | 0                                   | 0     |      |

### Par sport
L'athlétisme rapporte les seules récompenses aux sportifs jamaïcains, à l'exception notable de David Weller, en cyclisme dans l'épreuve du kilomètre, aux Jeux olympiques d'été de 1980.
| Place | Sport      | Médaille d'or, Jeux olympiques | Médaille d'argent, Jeux olympiques | Médaille de bronze, Jeux olympiques | Total | Record            |
| 1     | Athlétisme | 22                             | 35                                 | 19                                  | 76    | 2012 : 12 (4/5/3) |
| 2     | Cyclisme   | 0                              | 0                                  | 1                                   | 1     | 1980 : 1 (0/0/1)  |
| Total | Total      | 22                             | 35                                 | 20                                  | 77    |                   |

| Place | Sport           | Médaille d'or, Jeux olympiques | Médaille d'argent, Jeux olympiques | Médaille de bronze, Jeux olympiques | Total |
| 1     | Bobsleigh       | 0                              | 0                                  | 0                                   | 0     |
| 2     | Ski acrobatique | 0                              | 0                                  | 0                                   | 0     |

## Athlètes jamaïcains

### Records

#### Participations
Seule Merlene Ottey a participé à 5 reprises aux Jeux olympiques, de 1980 à 1996.

#### Sportifs les plus médaillés
Le record du nombre de médailles olympiques est détenu par la sprinteuse Merlene Ottey avec neuf médailles.
- 9 médailles olympiques :
  - Merlene Ottey (athlétisme)

- 8 médailles olympiques :
  - Usain Bolt (athlétisme)

- 7 médailles olympiques :
  - Veronica Campbell-Brown (athlétisme)       
  - Shelly-Ann Fraser-Pryce (athlétisme)

- 4 médailles olympiques :
  - Arthur Wint (athlétisme)    
  - Herb McKenley (athlétisme)    
  - Don Quarrie (athlétisme)

#### Sportifs les plus titrés
- 8 médailles d'or :
  - Usain Bolt (athlétisme).

- 3 médailles d'or :
  - Veronica Campbell-Brown (athlétisme).

- 2 médailles d'or :
  - Arthur Wint (athlétisme)
  - Shelly-Ann Fraser-Pryce (athlétisme)
  - George Rhoden (athlétisme)
  - Yohan Blake (athlétisme)
  - Elaine Thompson (athlétisme)

| Nom                     | Médaille d'or, Jeux olympiques | Médaille d'argent, Jeux olympiques | Médaille de bronze, Jeux olympiques | Total |
| Usain Bolt              | 8                              | 0                                  | 0                                   | 8     |
| Veronica Campbell-Brown | 3                              | 2                                  | 2                                   | 7     |
| Shelly-Ann Fraser-Pryce | 2                              | 3                                  | 2                                   | 7     |
| Arthur Wint             | 2                              | 2                                  | 0                                   | 4     |
| Yohan Blake             | 2                              | 2                                  | 0                                   | 4     |
| Elaine Thompson         | 2                              | 0                                  | 0                                   | 2     |
| George Rhoden           | 2                              | 0                                  | 0                                   | 2     |
| Herb McKenley           | 1                              | 3                                  | 0                                   | 4     |
| Don Quarrie             | 1                              | 2                                  | 1                                   | 4     |
| Sherone Simpson         | 1                              | 2                                  | 0                                   | 3     |
| Deon Hemmings           | 1                              | 2                                  | 0                                   | 3     |
| Tayna Lawrence          | 1                              | 2                                  | 0                                   | 3     |
| Beverly McDonald        | 1                              | 1                                  | 1                                   | 3     |
| Omar McLeod             | 1                              | 0                                  | 0                                   | 1     |
| Nesta Carter            | 1                              | 0                                  | 0                                   | 1     |
| Michael Frater          | 1                              | 0                                  | 0                                   | 1     |
| Asafa Powell            | 1                              | 0                                  | 0                                   | 1     |
| Leslie Laing            | 1                              | 0                                  | 0                                   | 1     |
| Aleen Bailey            | 1                              | 0                                  | 0                                   | 1     |
| Melaine Walker          | 1                              | 0                                  | 0                                   | 1     |
| Merlene Ottey           | 0                              | 3                                  | 6                                   | 9     |
| Kerron Stewart          | 0                              | 2                                  | 1                                   | 3     |
| Juliet Cuthbert         | 0                              | 2                                  | 1                                   | 3     |
| Lorraine Fenton         | 0                              | 2                                  | 0                                   | 2     |
| Danny McFarlane         | 0                              | 2                                  | 0                                   | 2     |
| Winthrop Graham         | 0                              | 2                                  | 0                                   | 2     |
| Shericka Williams       | 0                              | 1                                  | 2                                   | 3     |
| Greg Haughton           | 0                              | 1                                  | 2                                   | 3     |

## Porte-drapeau jamaïcains
Les Jeux olympiques de 1920 sont marqués par la première apparition du drapeau olympique et par le premier serment olympique.
Mais ce n'est qu'en 1972 que Lennox Miller devient le premier porteur officiel du drapeau jamaïcain lors d'un défilé olympique. Arthur Wint défila en 1952, avec le drapeau de la Jamaïque en tant que colonie britannique.
L'athlète Merlene Ottey est la seule à avoir conduit la délégation jamaïcaine par deux fois (été): en 1988 et 1992.
Liste des porte-drapeaux jamaïcains conduisant la délégation jamaïcaine lors des cérémonies d'ouverture des Jeux olympiques d'été et d'hiver :
| Jeux             | Porte-drapeau           | Sport                |
| ---------------- | ----------------------- | -------------------- |
| Londres 1948     |                         |                      |
| Helsinki 1952    | Arthur Wint             | Athlétisme           |
| Melbourne 1956   |                         |                      |
| Rome 1960        | Pas de participation    | Pas de participation |
| Tokyo 1964       |                         |                      |
| Mexico 1968      |                         |                      |
| Munich 1972      | Lennox Miller           | Athlétisme           |
| Montreal 1976    |                         |                      |
| Moscou 1980      |                         |                      |
| Los Angeles 1984 | Bert Cameron            | Athlétisme           |
| Séoul 1988       | Merlene Ottey           | Athlétisme           |
| Barcelone 1992   | Merlene Ottey           | Athlétisme           |
| Atlanta 1996     | Juliet Cuthbert         | Athlétisme           |
| Sydney 2000      | Deon Hemmings           | Athlétisme           |
| Athènes 2004     | Sandie Richards         | Athlétisme           |
| Pékin 2008       | Veronica Campbell-Brown | Athlétisme           |
| Londres 2012     | Usain Bolt              | Athlétisme           |
| Rio 2016         | Shelly-Ann Fraser-Pryce | Athlétisme           |

| Jeux                | Porte-drapeau                 | Sport                |
| ------------------- | ----------------------------- | -------------------- |
| Calgary 1988        | Dudley Stokes                 | Bobsleigh            |
| Albertville 1992    | Dudley Stokes                 | Bobsleigh            |
| Lillehammer 1994    | Chris Stokes (bobsleigh) (en) | Bobsleigh            |
| Nagano 1998         | Ricky McIntosh                | Bobsleigh            |
| Salt Lake City 2002 | Winston Watts (en)            | Bobsleigh            |
| Turin 2006          | Pas de participation          | Pas de participation |
| Vancouver 2010      | Errol Kerr                    | Ski acrobatique      |
| Sotchi 2014         | Marvin Dixon                  | Bobsleigh            |